# 住田町民俗資料館
住田町民俗資料館（すみたちょうみんぞくしりょうかん）は、岩手県気仙郡住田町上有住（かみありす）に所在する資料館である。

## 概要
1928年（昭和3年）に上有住小学校校舎として完成。1985年（昭和60年）に現在地に移築・修復し、資料館として再利用されている。木造2階建て洋風建築の館内には、「産金資料」「佐藤霊峰」「考古・信仰」「郷土芸能」「養蚕・農耕」「産業」の展示コーナーがある。

## 建築
東側に1908年（明治41年）建築の校舎があったことから明治末期の様式をモデルに建てられた。当時、世界恐慌の影響から上有住村も財政難であったが、教育振興のために村有林から木材が調達され、柱にはヒノキ、階段にはケヤキが使用された。屋根構造は梁と木材を組み合わせた合掌を三角形状に組む工法が用いられた。2018年3月27日、国の登録有形文化財として登録された。

## 利用情報
- 開館時間 - 午前9時から午後4時まで
- 休館日 - 国民の祝日、年末年始（12月29日から1月3日まで）

## 交通アクセス
- 釜石自動車道滝観洞ICより15分